# كورال لانسبوري
كورال لانسبوري (بالإنجليزية: Coral Lansbury)‏ (14 أكتوبر 1929 في أستراليا - 3 أبريل 1991، فيلادلفيا في الولايات المتحدة)؛ روائية أسترالية.

## الجوائز
- زمالة غوغنهايم